# 推軌鏡頭

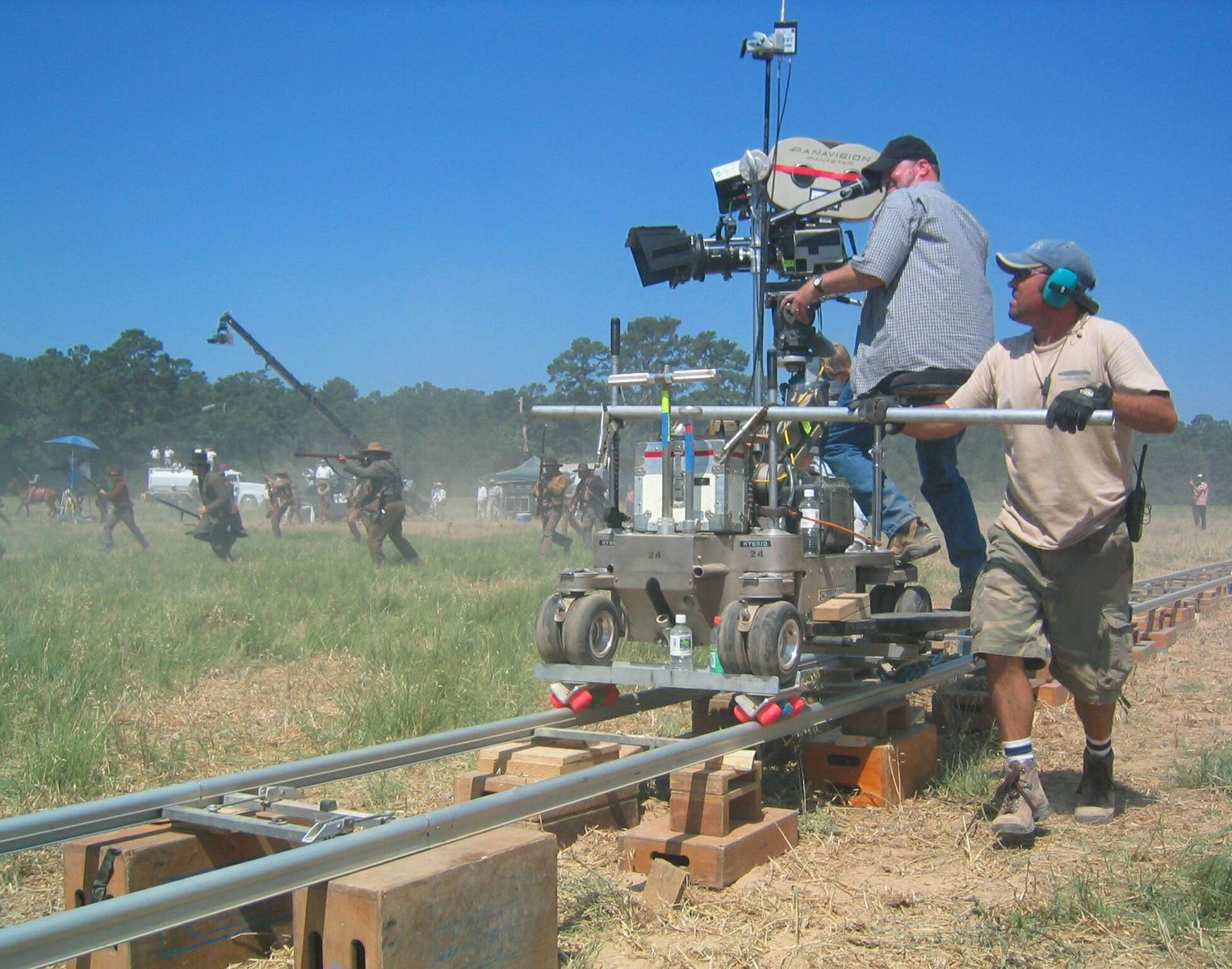
在拍攝圍城13天：阿拉莫戰役的過程中，推軌鏡頭用在戰爭場景中

推軌鏡頭是一種攝影機跟著物體移動的一種攝影鏡頭，又稱推拉鏡頭。在電影攝影術中，這個詞是指一種將攝影機架在攝影台車上，並讓台車沿著軌道攝影的一種鏡頭。攝影台車在沿著軌道推送中攝影機一邊攝影，推軌鏡頭通常是橫向或直向，從任何距離朝被攝物體推近或推遠 (與另一種正式說法攝影台車鏡頭不同的是，通常攝影台車鏡頭是指可自由移動的台車而不是放在軌道上的台車). 
這個技術通常用在跟拍 (ergo,通常叫做跟拍鏡頭), 像是移動中的演員或交通工具 同樣的概念下，任何交通工具包括機車、汽車也都可能設計推軌鏡頭。手持或是使用攝影機穩定器來固定攝影機，跟著類似的軌跡也可以叫做推軌鏡頭。 核心的概念就是攝影機對被攝物體平行移動， 推軌鏡頭可能以一個半圓的方式運動, 對被攝物體保持等距的方式旋轉

## 鏡頭變化
其中一種推軌鏡頭的變化是onride影片，最有名的就是幻影騎 （页面存档备份，存于）。攝影機架在火車、遊樂設施 (特別是雲霄飛車) 或其他交通工具上面做攝影，這種影片通常用在路線介紹。攝影機可以直接固定在交通工具上或是由攝影師手持攝影。

## 使用在體育賽事中
"軌道攝影"第一次在公開場合使用是在2006年11月20日國家冰球聯盟的科羅拉多雪崩與達拉斯星的冰球賽事中。 The Versus cable television network用這個攝影技術在全國直播的賽事節目中測試。 攝影機被架在一個軌道系統上， 這個軌道在滑冰場旁的玻璃牆上。當賽事從一端移到另外一端，機動化的設備使攝影機跟著賽事移動，在冰球場旁快速的滑行。這個系統是由Fletcher Chicago所設計開發。 這個實驗很短暫，推軌鏡頭已經不在國家冰球聯盟的冰球賽事中使用了。